# Eurytemora herdmani
Eurytemora herdmani är en kräftdjursart som beskrevs av I. C. Thompson och A. Scott 1897. Eurytemora herdmani ingår i släktet Eurytemora och familjen Temoridae. Inga underarter finns listade i Catalogue of Life.